# Rudolf Belin
Rudolf "Rudi" Belin (Zagreb, 4. studenoga 1942.) je umirovljeni hrvatski nogometaš i trener.

## Igračka karijera

### Igračke karakteristike
Svestran igrač, velik tehničar, igrao je braniča, spojku, a najčešće pomagača s naglašenom ofenzivnom ulogom, iznimno korektan borac a posebno se isticao odličnim izvođenjem slobodnih udaraca i jedanaesteraca.
Brat je hrvatskog nogometaša Brune Belina kojem je bio igrački uzor.

### Klupska karijera

#### Dinamo Zagreb
Rudi Belin svoju karijeru je započeo u zagrebačkom Dinamu 1959. godine. S klubom je osvojio tri jugoslavenska kupa te je bio važan igrač kluba koji je 1967. osvojio Kup velesajamskih gradova 1966./67. U četvrtfinalu tog natjecanja, Dinamo je kod kuće pobijedio Juventus s 3:0 a posljednji pogodak postigao je i Rudi Belin. Belin je i u polufinalnoj utakmici protiv Eintracht Frankfurta postigao odlučujući pogodak za Modre iz jedanaesterca. Upravo tim pogotkom Dinamo se plasirao u finale protiv Leeds Uniteda u kojem je klub osvojio svoj jedini europski trofej.
Belin je za Dinamo igrao u 410 utakmica, od čega su gotovo 200 njih bile prvenstvene, te sveukupno postigao 74 zgoditka.

#### K. Beerschot V.A.C.
Nakon 11 godina provedenih u Dinamu, Rudi 1970. godine odlazi u belgijski klub Beerschot VAC gdje je proveo četiri godine od 1970. do 1974.

### Reprezentativna karijera
Rudolf Belin nastupao je i za jugoslavensku nogometnu reprezentaciju za koju je skupio 29 nastupa i postigao 6 pogodaka. Debitirao je za A reprezentaciju Jugoslavije 27. listopada 1963. protiv Rumunjske (1:2) u Bukureštu, a posljednji put igrao je 19. listopada 1969. protiv Belgije (4:0) u Skoplju. Za Jugoslaviju je nastupao i 1964. na Olimpijskim igrama te 1968. na Europskom prvenstvu na kojem je SFRJ bila europski doprvak izgubivši u ponovljenoj završnici prvenstva od Italije s 2:0.

## Trenerska karijera
Nakon što je prekinuo igračku karijeru, Belin je postao trener. Bio je direktor Dinamove omladinske nogometne škole dok je trenirao Dinamo te hrvatski emigrantski klub Toronto Croatia iz Kanade. 2001. godine bio je nakratko izbornik iračke reprezentacije. U Irak je doveden ubrzo nakon iračkog 0:1 poraza od Saudijske Arabije.

## Osvojeni trofeji

### Klub
| SFRJ          | SFRJ                                | SFRJ            |
| Klub          | Natjecanje                          | Sezona (godina) |
| ------------- | ----------------------------------- | --------------- |
| Dinamo Zagreb | Kup velesajamskih gradova           | 1966./67.       |
| Dinamo Zagreb | Finalist Kupa velesajamskih gradova | 1962./63.       |
| Dinamo Zagreb | Kup maršala Tita                    | 1962./63.       |
| Dinamo Zagreb | Kup maršala Tita                    | 1964./65.       |
| Dinamo Zagreb | Kup maršala Tita                    | 1968./69.       |

### Reprezentacija
| SFRJ               | SFRJ   |
| Natjecanje         | Godina |
| ------------------ | ------ |
| Europsko prvenstvo | 1968.  |

## Zanimljivosti
2000. godine hrvatski sportski dnevnik Večernji list proveo je istra‍živanje o najboljim hrvatskih nogometašima. Na tom istra‍živanju, Rudi Belin je proglašen kao 36. najbolji hrvatski nogometaš svih vremena.
Manje je poznato da je Rudolf Belin nakon postavljanja reflektora na Starom placu (u travnju 1970.) odigrao i jednu prijateljsku utakmicu za Hajduk postigavši pritom i jedan gol.

## Vanjske poveznice
- Angelfire.com
- Nekada i sada - RUDOLF BELIN, veliko ime zagrebačkog Dinama
- Reprezentacija.rs